# Vormela peregusna
El turón búlgaro o jaspeado (Vormela peregusna) es una especie de mamífero carnívoro de la familia Mustelidae. Este pequeño mamífero pertenece al género monotípico Vormela, dentro de la subfamilia Mustelinae. Vormela viene de la palabra alemana Würmlein, que significa "pequeño gusano", pues el animal tiene el cuerpo alargado, similar a un tubo. El término peregusna viene de pereguznya, que es el término ucraniano para turón. Generalmente la especie se encuentra en pastizales secos del sureste de Europa hasta el oeste de China. Como otros miembros de su subfamilia, puede emitir una secreción con un desagradable olor desde glándulas anales cuando se encuentra amenazado.

## Descripción
Tiene un largo corporal de 29 hasta 35 cm (cabeza y cuerpo). Sus orejas son muy largas, y su hocico corto. Sus extremidades también son cortas, con garras largas y fuertes. Tiene el pelaje corto, excepto en su cola, donde es más largo. Tiene marcas blancas y negras en su cara, con marcas negras alrededor de sus ojos, y blancas junto a su boca. El pelaje dorsal es amarillo, con manchas rojizas o marrones. La cola es marrón, con una banda amarilla en su parte media. Su zona ventral y sus extremidades son marrón oscuro. La masa corporal de las hembras va desde los 295 hasta los 600 gramos, y la de los machos desde 320 hasta los 715 gramos.

## Distribución
Se encuentra desde el sureste de Europa hasta Rusia y China. Su territorio incluye a Bulgaria, Turquía, Rumania, Asia Menor, Líbano, Siria, Jordania, Israel, Armenia, los Territorios Palestinos, Irán, Afganistán, noroeste de Pakistán, Yugoslavia, Mongolia, China, Kazajistán, y tan al norte como las Estepas Altái de Siberia. En 1998 fueron avistados en la Península del Sinaí, Egipto. 

## Comportamiento
Son más activos durante las mañanas y al atardecer. Su sentido de la vista es débil, por lo que dependen de su sentido del olfato, más desarrollado.  Sus vocalizaciones están limitadas a gritos de alarma, gruñidos y chillidos de sumisión.
Son solitarios, y se mueven extensivamente en su territorio personal, que cubre de 0,5 a 0,6 km². Generalmente ocupan sus refugios solo una vez. Cuando se encuentran con otros individuos de su especie suelen ser agresivos.
Cuando están alarmados, levantan sus patas, arqueando su cola sobre el dorso, erizando su pelo. También levantan su cabeza, muestran los dientes y producen sonidos siseantes.  Si son amenazados, expelen una secreción de muy mal olor desde glándulas anales que se encuentran bajo su cola. 
Cuando cavan, por ejemplo al hacer sus madrigueras, sacan la tierra con sus patas delanteras, mientras se anclan con las traseras. Para extraer obstáculos tales como raíces, usan sus dientes. 

## Reproducción
Se aparean desde marzo hasta comienzos de junio.  La gestación puede ser larga y variable (243  a 327 días).  El parto ha sido observado ocurriendo desde fines de enero hasta mediados de marzo.  la diapausa embriónica les permite tener a sus crías en las condiciones más favorables, como por ejemplo, cuando las presas son más abundantes. 
Las camadas son de 4 a 8 cachorros.  Solo las hembras cuidan de los pequeños. las crías abren los ojos a los 38–40 días, y son destetados a los 50–54 días, y dejan a su madre a los 61–68 días. 

## Ecología

### Hábitat
La especie vive en desiertos, semidesiertos, y zonas áridas rocosas en valles elevados o colinas bajas, estepas y bosques áridos subtropicales. Evitan las regiones montañosas.  Han sido avistados en áreas cultivadas. 
Madrigueras de roedores como las ardillas de tierra o similares como Rhombomys opinus (gran gerbo) y el jird del Líbano (del género Meriones) son usados por la especie para descanso y cría. También pueden cavar sus propias madrigueras, o vivir en túneles de irrigación.  En el invierno llenan su madriguera con pasto. 

### Dieta
Se sabe que comen ardillas de tierra, jirds (Meriones libycus), hámsteres armenios (Cricetulus migratorius), ratas topo (Spalax leucodon), ratones comunes (Mus musculus), otros roedores y pequeños pájaros, lagartos, sapos, insectos, caracoles, y también fruta y pasto.  También se sabe que cazan aves de corral pequeñas, como pollos, y se sabe que roban carne y queso de los hogares humanos. 

## Conservación
V. peregusna fue introducido a la lista roja de la IUCN y fue encontrada como Vulnerable en la evaluación de 2008 pues se encontró que era razonable inferir que la población de la especie había disminuido por lo menos un 30% en los últimos 10 años. La subespecie V. peregusna peregusna (variedad europea común) fue clasificada en 1996 también como Vulnerable, pero esta clasificación fue encontrada como desactualizada en 2007, pues su población ha decrecido debido a la destrucción de su hábitat, al uso de raticidas en los cultivos, y la subsecuente disminución en la cantidad de presas disponibles, lo que merecía un nuevo estudio. 

## Registro fósil
Desde el Plioceno tardío aparece la especie ancestral Vormela petenyii, que perdura hasta el Pleistoceno inicial. V. peregusna aparece por primera vez en el límite del Plioceno-Pleistoceno en Eurasia.

## Curiosidades
La especie fue cazada en la antigüedad por su piel, y aún lo sigue siendo en pequeñas cantidades en Pakistán y el Líbano.
En 1945 se registró que los tenderos de Kabul mantenían turones jaspeados en sus tiendas para exterminar roedores. 
Debido a su territorio tan extendido, la especie tiene muchos nombres comunes, como: aladzhauzen (turco); berguznya (kuban); chokha (kalmuck); fessyah (apestoso en árabe); abulfiss (árabe); Ma-nai-ho (chino); myshovka (dialecto de los cosacos del Terek); pereguznya, pereguzka, perevishchik (ucraniano); perevozchik (sur de Rusia); perewiaske (polaco); suur-tyshkan (kirguís); putois marbré, putois de Pologne (francés); tigeriltis (alemán). 
Hay una serie de sellos postales de 1996 editados en Kazajistán dedicados al animal:
|  |
|  |

|  |
|  |

|  |
|  |

|  |
|  |

|  |
|  |